# Ханьча (озеро)

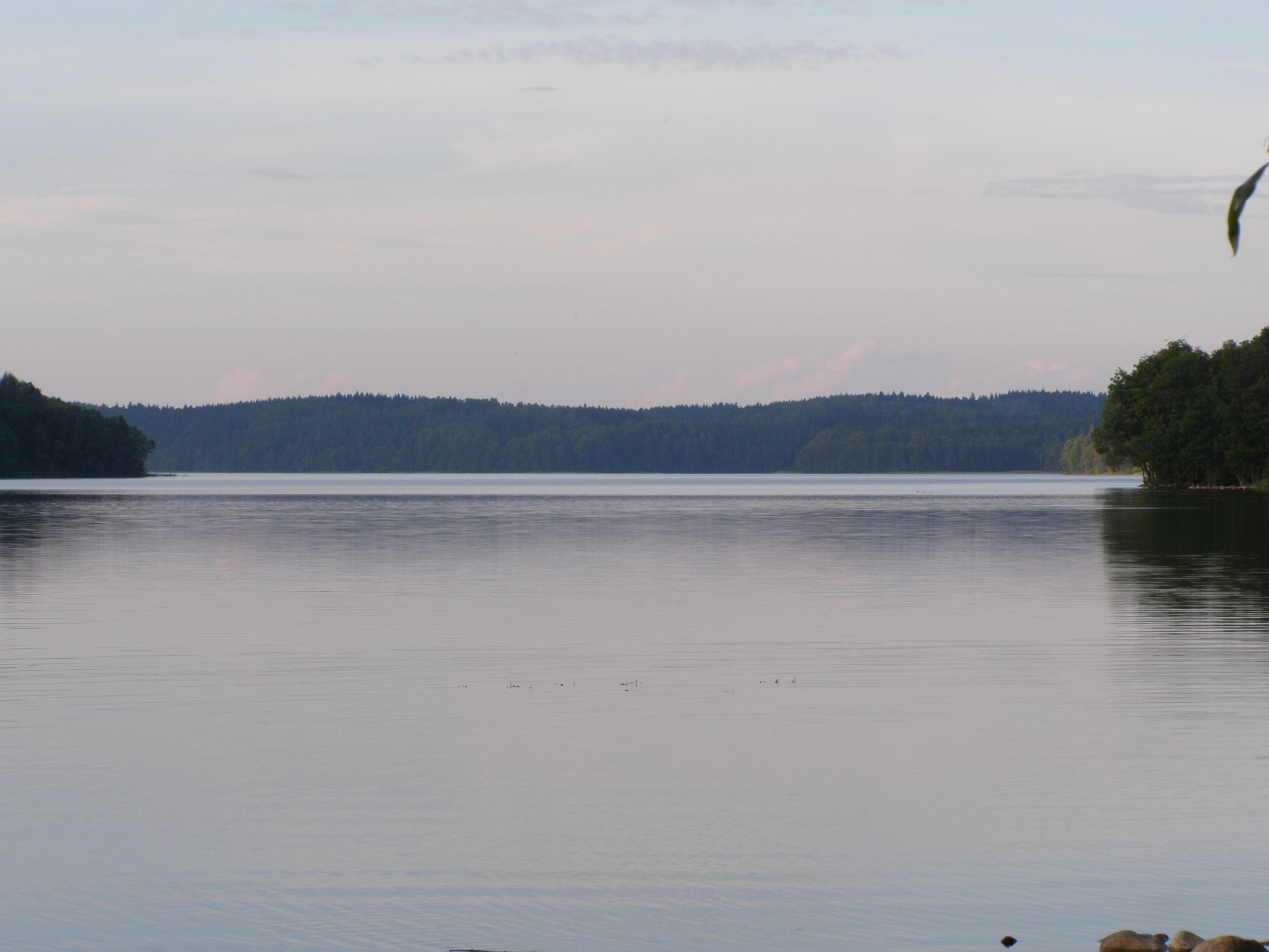
Озеро Ханьча

 Ханьча (пол. Hańcza) — озеро на території Сувальського ландшафтного парку у Підляському воєводстві Польщі. Найглибше озеро Польщі і низинної Європи.

## Загальні відомості
Озеро знаходиться в ґміні Пшеросль Сувальського повіту. Розташовано на висоті 227 м над рівнем моря. Площа озера становить 3,04 км², довжина — 4530 м, середня глибина 38,7 метрів, максимальна глибина 108,5 метрів. Через озеро протікає річка Чарна-Ханьча.
Озеро має льодовикове походження. На берегах є численні валуни, деякі кілька метрів завширшки. Накопичення валунів настільки значно, що складається враження, що вони штучно розташовані (іноді товщина шару перевищує 2 метра). Дно озера зі значним нахилом (близько 12°).
Води озера Ханьча дуже чисті, прозорість (по диску Секкі) досягає до 12 метрів. Дно піщано-гравійне. Прибережна рослинність розвинена слабо. У водах озера мешкають види риб, характерні для холодних північних вод і гірських річок, такі як бабець строкатоплавцевий, бабець європейський, сиг європейський, окунь звичайний, щука звичайна, корюшка.
У 1963 році територія озера стала заповідником. У 1974 озеро Ханьча було внесено до списку проекту Aqua ЮНЕСКО через його глибину, а також завдяки високим підводних стінам, утворених з льодовикових відкладень.
Озеро є привабливим місцем для занять дайвінгом.
Назва озера походить від слова згаслої ятвязької мови балтійської групи мов, яке означає «Качка». 